# Przegląd Bydgoski
Przegląd Bydgoski – regionalny kwartalnik naukowo-kulturalny ukazujący się w Bydgoszczy w latach 1933–1938.

## Historia
„Przegląd Bydgoski” był owocem rozwijającego się w dwudziestoleciu międzywojennym życia naukowo-kulturalnego w Bydgoszczy. Inicjatywa wydawania regularnie ukazującego się czasopisma historyczno-literackiego o zacięciu regionalnym pochodziła od dyrektora Biblioteki Miejskiej – Witolda Bełzy. Zamierzenie to urzeczywistniło się w 1933 r. w postaci kwartalnika „Przegląd Bydgoski”, związanego z osobą Zygmunta Malewskiego, badacza sztuki sakralnej, miłośnika Bydgoszczy. Pochodzący z okolic Lwowa historyk kultury trafił do Bydgoszczy w 1922 r. znajdując posadę w Archiwum Miejskim. Zafascynowały go tu nieznane i nie opracowane akta miejskie, a także osoba malarza bydgoskiego z XIX wieku, Maksymiliana Piotrowskiego, którego twórczość wydobył z zapomnienia, skompletował i wyeksponował w Muzeum Miejskim.
Myśl założenia periodyku naukowo-historycznego trafiła na podatny grunt wśród elity kulturalnej ówczesnej Bydgoszczy. Malewskiemu udało się skupić wokół siebie grono miłośników historii: Witolda Bełzę, ks. Jana Konopczyńskiego, Tadeusza Janickiego, architekta Bogdana Raczkowskiego, pedagogów bydgoskich szkół – Stanisława Pelińskiego, Franciszka Stopę, Franciszka Staruszkiewicza, Stanisława Łabendzińskiego i innych. Rada Miejska poparła projekt powstania naukowego wydawnictwa o charakterze historyczno-regionalnym, które by szerzyło wśród miejscowego społeczeństwa umiłowanie przeszłości i tradycji miasta, zwłaszcza w kontekście zafałszowania historii przez środowiska niemieckie.
Do 1938 r. ukazało się sześć roczników pisma, prezentującego niezły poziom drukowanych artykułów, szkiców i rozpraw na temat malarstwa, historii miasta, numizmatyki, geografii, literatury, krytyki literackiej, muzyki, teatru. Częstotliwość ukazywania się „Przeglądu” była różna, praktycznie był on kwartalnikiem jedynie z nazwy. Pierwszy numer ukazał się z początkiem 1933 roku, ostatni w lipcu 1938 r. Ogółem ukazało się 18 numerów i jeden nadzwyczajny – w czerwcu 1937 roku, wydany z okazji walnego zgromadzenia Polskiego Towarzystwa Przyrodników im. Mikołaja Kopernika, jakie odbyło się w Bydgoszczy. W listopadzie 1938 roku przygotowano do druku numer 19 czasopisma, który się już nie ukazał
Główny wkład w zawartość pisma wniósł Zygmunt Malewski, nadając mu główny, regionalny kierunek. Był on autorem szeregu artykułów, dysponentem funduszy, sekretarzem, organizatorem współpracowników. Po jego śmierci w lipcu 1937 r. funkcję sekretarza wydawnictwa objął Teodor Brandowski, a od kwietnia 1938 r. Michał Nycz.
Wokół „Przeglądu” skupiło się grono naukowców, prezentujących jedyne wówczas naukowe rozprawy o Bydgoszczy i okolicy. Profesorowie: Józef Kostrzewski i Zygmunt Zakrzewski przedstawili nowatorskie artykuły o pradziejach Ziemi Bydgoskiej, zaś ks. dr Stanisław Kozierowski – opracowania onomastyczne, dotyczące nazw topograficznych. Prof. Stanisław Kolbuszowski poruszał w piśmie zagadnienia związane ze Stanisławem Przybyszewskim, dr Marian Gumowski – zagadnienia numizmatyczne dotyczące mennicy bydgoskiej, zaś prof. Rajmund Galon – artykuły z zakresu geografii regionu. Poważny udział we współredagowaniu czasopisma mieli również szperacze i regionaliści oraz pracownicy Biblioteki Miejskiej.
Nakład pisma wynosił 300-500 egzemplarzy, a jego czytelnicy stanowili zamknięty krąg odbiorców. Mimo niewielkiej popularności był najpoważniejszym periodykiem naukowo-regionalnym w międzywojennej Bydgoszczy. „Przegląd Bydgoski” zapoczątkował popularyzację nieznanych dziejów miasta i regionu oraz zainteresował nimi wybitnych naukowców. Przez cały czas swego istnienia był nieugiętym obrońcą polskości tych ziem, prostując fałszerstwa niemieckiej historii.